# دينيس كارتسيف
دينيس كارتسيف (بالروسية: Денис Валерьевич Карцев)‏ هو لاعب هوكي الجليد روسي، ولد في 25 أبريل 1976 في موسكو في روسيا.

## وصلات خارجية
- دينيس كارتسيف على موقع دوري الهوكي للقارات (الإنجليزية)
- دينيس كارتسيف على موقع EliteProspects.com (الإنجليزية)
- دينيس كارتسيف على موقع HockeyDB.com (الإنجليزية)